# Campeonato Mundial de Curling Masculino de 2014
El LVI Campeonato Mundial de Curling Masculino se celebró en Pekín (China) entre el 29 de marzo y el 6 de abril de 2014 bajo la organización de la Federación Mundial de Curling (WCF) y la Federación China de Curling.
Las competiciones se realizaron en el Estadio Cubierto de la Capital de la ciudad china.

## Tabla de posiciones
| Pos | Equipo          | G  | P | G–P |
| --- | --------------- | -- | - | --- |
| 1   | Noruega         | 10 | 1 | –   |
| 2   | Canadá          | 8  | 7 | –   |
| 3   | Suiza           | 7  | 4 | 2–0 |
| 4   | Suecia          | 7  | 4 | 1–1 |
| 5   | Japón           | 7  | 4 | 0–1 |
| 6   | China           | 6  | 5 | 1–0 |
| 7   | República Checa | 6  | 5 | 0–1 |
| 8   | Alemania        | 5  | 6 | –   |
| 9   | Escocia         | 3  | 8 | 1–0 |
| 10  | Estados Unidos  | 3  | 8 | 0–1 |
| 11  | Rusia           | 2  | 9 | 1–0 |
| 12  | Dinamarca       | 2  | 9 | 0–1 |

## Cuadro final
|  | Clasif. a semifinal | Clasif. a semifinal | Clasif. a semifinal |  |  | Semifinal | Semifinal |  |              | Final        | Final |
|  |                     |                     |                     |  |  |           |           |  |              |              |       |
|  | 1                   | Noruega             | 3                   |  |  |           |           |  |              |              |       |
|  | 2                   | Canadá              | 2                   |  |  |           |           |  |              | Noruega      | 8     |
|  |                     |                     |                     |  |  | Canadá    | 8         |  | Suecia       | 3            |       |
|  |                     | Suecia              | 10                  |  |  |           |           |  |              |              |       |
|  | 3                   | Suiza               | 2                   |  |  |           |           |  | Tercer lugar | Tercer lugar |       |
|  | 4                   | Suecia              | 5                   |  |  |           |           |  |              |              |       |
|  |                     |                     |                     |  |  |           |           |  |              | Canadá       | 5     |
|  |                     |                     |                     |  |  |           |           |  |              | Suiza        | 7     |

## Medallistas
| Evento    | Oro                                                                                                 | Plata | Bronce                                                                                  |
| --------- | --------------------------------------------------------------------------------------------------- | --- | --------------------------------------------------------------------------------------- |
| Masculino | Noruega · Thomas Ulsrud · Torger Nergård · Christoffer Svae · Håvard Vad Petersson · Markus Høiberg | Suecia · Oskar Eriksson · Kristian Lindström · Markus Eriksson · Christoffer Sundgren · Gustav Eskilsson | Suiza · Benoît Schwarz · Peter de Cruz · Dominik Märki · Valentin Tanner · Claudio Pätz |